# 10tacle Studios
10tacle Studios AG fue una empresa activa desde 2003 hasta 2008 para el desarrollo y producción de videojuegos. La empresa, con sede en Darmstadt, empleaba temporalmente a casi 300 personas y operaba siete estudios de desarrollo en Duisburgo, Bratislava, Budapest, Charleroi, Hannover, Londres y Singapur.
Desde el 22 de junio de 2006, la empresa cotizó en la Norma general de la Bolsa de valores de Fráncfort. La acción tenía el ISIN DE000TACL107. En diciembre de 2007, 10tacle anunció que se haría cargo del publisher "The Games Company". Después de dificultades financieras a principios de 2008, se canceló la integración. El 6 de agosto de 2008 se presentó una solicitud para abrir los procedimientos de insolvencia debido a la insolvencia.
La compañía se hizo conocida como la editorial de la serie de juegos de carreras GTR del desarrollador SimBin. Otros juegos publicados son "War Front: Turning Point", Neocron 2, "Michael Schumacher World Tour Kart" y "Oktoberfest Wiesn-Gaudi", así como el juego Adventure que se lanzó en agosto de 2007 Jack Keane desarrollado por Deck13.

## Videojuegos
| Título                                 | Año  | Género                | Plataformas                           |
| -------------------------------------- | ---- | --------------------- | ------------------------------------- |
| Michael Schumacher: World Tour Kart    | 2004 | Simulador de carreras | Windows                               |
| GTR: FIA GT Racing Game                | 2004 | Simulador de carreras | Windows                               |
| Neocron 2: Beyond Dome of York         | 2004 | Acción, rol           | Windows                               |
| Oktoberfest Wiesn-Gaudi                | 2005 | Acción                | Windows                               |
| GT Legends                             | 2005 | Simulador de carreras | Windows                               |
| GTR 2: FIA GT Racing Game              | 2006 | Simulador de carreras | Windows                               |
| Pirates: Legend of the Black Buccaneer | 2007 | Acción                | PlayStation 2, PlayStation 3, Windows |
| War Front: Turning Point               | 2007 | Estrategia            | Windows                               |
| Jack Keane                             | 2007 | Aventura              | Linux, Macintosh, Windows             |
| BMW M3 Challenge                       | 2007 | Simulador de carreras | Windows                               |
| Happy Hippos: Auf Weltreise            | 2007 | Acción, Educacional   | Nintendo DS, Windows                  |
| Boulder Dash Rocks!                    | 2007 | Acción                | iOS, Nintendo DS, PSP                 |